# Kalamatastadion
Het Kalamatastadion (Grieks: Δημοτικό Στάδιο Καλαμάτας, Dimotikó Stádio Kalamátas) is een multifunctioneel stadion in Kalamáta, een stad in Griekenland. Het stadion wordt vooral gebruikt voor voetbalwedstrijden, de voetbalclub Kalamata FC maakt gebruik van dit stadion. In het stadion is plaats voor 4.496 toeschouwers. Het stadion werd geopend in 1976.